# 1906 en Norvège
Chronologie de la Norvège
- 1902
- 1903
- 1904
- 1905
- 1906
- 1907
- 1908
- 1909
- 1910

Cet article présente les faits marquants de l'année 1906 en Norvège ou relatifs à la Norvège.

## Gouvernance
- Haakon VII est roi de Norvège.
- Christian Michelsen dirige le gouvernement .

## Événements
- Le Prix Nobel de la paix est attribué à Theodore Roosevelt.
- Roald Amundsen découvre le passage maritime nord-ouest vers l’Asie[1].

## Naissances
- Naissance en Norvège en 1906

## Décès
- Décès en Norvège en 1906